# Franz-Josef Wolfframm
 (6 février 2020).
Franz-Josef "Jupp" Wolfframm (né le 22 octobre 1934 à Krefeld et mort le 3 juillet 2015 à Rheinberg) est un footballeur allemand. De 1957 à 1963, le joueur offensif joue un total de 132 matchs de championnat avec le Fortuna Düsseldorf dans l'Oberliga Ouest, au sein de laquelle il inscrit 56 buts. Il dispute avec le Fortuna la finale de la Coupe DFB à trois reprises, en 1957, 1958 et 1962.

## Biographie
"Jupp" Wolfframm débute au Preussen Krefeld de la Landesliga Niederrhein, et fait ses débuts avec le Fortuna Düsseldorf le 18 août 1957 lors d'un match nul 2-2 à l'extérieur contre le Wuppertaler SV, dans l'Oberliga Ouest. Avec Heinz Janssen, Bernhard Steffen, Hans Neuschäfer et Ewald Nienhaus, il forme l'attaque de Fortuna sur des demi-maillons dans ce qui était alors le système courant. À la fin du championnat, son club sous les ordres de l'entraîneur Hermann Lindemann prend la 8e place et Wolfframm a marqué cinq buts en 26 matches de championnat. Cette saison, Düsseldorf se qualifie pour les demi-finales, de la Coupe DFB. Düsseldorf remporte la demi-finale 1-0 contre le Hambourg SV à Hanovre, Fortuna perd 1-0 contre le Bayern Munich en finale. Dans les deux matchs, Wolfframm apparaît comme un demi-droit.
Dans sa deuxième saison à Düsseldorf, 1958/59, il est le second avec 25 buts dans le classement des meilleurs buteurs de l'Oberliga Ouest, derrière Gerhard Clement du club champion surprise Westfalia Herne. Avec la Fortuna, il est à égalité avec le FC Cologne mais à la troisième place du championnat, avec 89 buts marqués de loin la meilleure offensive de l'ouest. L'attaque avec Steffen, Wolfframm, Janssen, Jupp Derwall et Dieter Wöske est très dangereuse et l'une des meilleures que l'Oberliga West a pu offrir. Le 10 septembre 1958, Düsseldorf gagne 2-1 dans un match amical pour l'équipe nationale contre une sélection DFB par l'entraîneur national Sepp Herberger ; "Jupp" Wolfframm marque les deux buts et contre une défense avec Hans Tilkowski (gardien), Georg Stollenwerk, Erich Juskowiak, Jürgen Werner, Herbert Erhardt et Hermann Nuber. En coupe, Wolfframm et ses collègues gagne 3-0 le 7 juin 1958 en demi-finale contre le Hambourg SV et gagne en finale 4-1 (1 but Wolfframm) le 27 juin 1958 à Wuppertal contre le FC Cologne et ainsi se qualifie en demi-finale de la Coupe DFB. Puis le Fortuna l'emporte 2-1 contre la Tasmania Berlin et se retrouve à nouveau en finale de la DFB Cup de 1958 comme en 1957. Mais le 16 novembre au Auestadion de Cassel devant 28 000 spectateurs Düsseldorf perd 3: 4 après prolongation contre le VfB Stuttgart. Wolfframm excelle en marquant de deux buts.
Durant la saison 1959/60, il marque 15 fois en 28 matches de championnat, mais à la surprise générale, le Fortuna Düsseldorf est relégué en deuxième division. Sous l'entraîneur Fritz Pliska, il marquz 14 buts en 27 matchs en pendant la saison 1960/61 en deuxième division et a ainsi, aux côtés d'Hermann Straschitz (21 buts) et Heinz Janssen (16 buts), une part importante du retour immédiat du club en Oberliga Ouest. Lors des saisons 1961/62 et 1962/63, il ne peut participer à la course aux premières places avec la Fortuna. Avec une 9e et une 13e place, Düsseldorf et fin à son histoire dans l'Oberliga West dissoute et rate sa nomination pour la Bundesliga nouvellement créée à partir de la saison 1963/64. En coupe, il remporte une victoire 3-2 en demi-finale contre Schalke 04 en 1962 et va donc disputer la troisième fois la finale de la Coupe DFB. Le 29 août 1962, il marquz à la 58e minute mais le FC Nuremberg gagne 2-1 à Hanovre après prolongation. Wolfframm est allé avec l'entraîneur Kuno Klötzer en Regionalliga Ouest et marque cinq buts en 11 apparitions. En raison d'une jambe cassée le 10 octobre 1963, sa saison 1963/64 s'arrête, puis il joue au Bayer 04 Leverkusen pour la saison 1964/65, où il continué à jouer jusqu'en 1966 et marque 10 buts en 51 matches de championnat régional.
En 170 matchs, il a marqué 75 buts pour Düsseldorf avec 132 matchs dans l'Oberliga Ouest, où il a 56 buts. Il a joué également 27 matchs et marqué 14 buts pour la Fortuna dans le 2e Ligue Ouest et 11 matchs et 5 buts de la saison 1963/64 dans la Regionalliga Ouest.
Wolfframm décède le 3 juillet 2015 à l'âge de 80 ans.